# 高加索狗獾
高加索狗獾（学名：Meles canescens），一种分布于亚洲西南部地区的哺乳动物，隶属于鼬科狗獾属（獾属）。原欧洲和亚洲所有的狗獾皆属于一个物种－欧亚狗獾（Meles meles），2010年研究人员基于核基因分析认为亚洲西南部地区的欧亚狗獾应为独立物种。